# Jacob Christian Schäffer

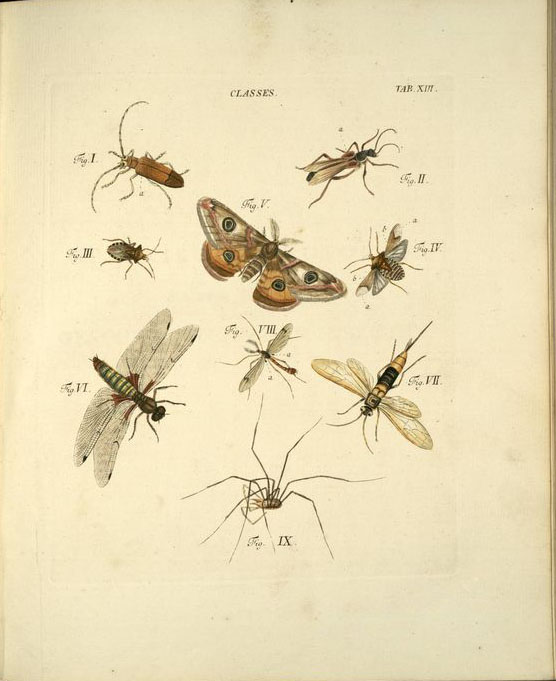
Tabule z díla Elementa entomologica

Jakob Christian Schäffer nebo Schaeffer (30. května 1718 Querfurt – 5. ledna 1790 Řezno) byl německý protestantský teolog, přírodovědec a vynálezce. Jím popsané druhy se označují zkratkou Schaeff.

## Život a dílo
V letech 1736-1738 studoval teologii v Halle, doktorát teologie získal roku 1760 ve Wittenbergu a 1763 v Tübingenu. Od roku 1741 byl mimořádným profesorem a od roku 1779 byl pastorem a superintendentem v Řezně. Byl členem akademií v Göttingenu, v Mnichově, v Paříži, v Lundu, v Uppsale, v Petrohradě a dalších. Od roku 1764 byl členem Královské společnosti v Londýně. Korespondoval zejména s C. von Linné a s Réaumurem a byl zakládajícím členem Bavorské akademie věd. Císař Josef II. ho vyznamenal zlatým řetězem.

## Dílo
Zabýval se soustavnou zoologií a botanikou, hlavně studiem ptáků, hmyzu a hub. Roku 1759 vydal knihu o léčivých rostlinách, v letech 1762-1764 bohatě ilustrované čtyřsvazkové dílo o houbách v Bavorsku, roku 1774 Elementa ornithologica o klasifikaci ptáků a roku 1779 Museum ornithologicum s popisy ptáků ze své sbírky a opět ilustrovaný třísvazkový popis bavorského hmyzu s 280 ručně kolorovanými mědirytinovými tabulemi, kde je přes 3000 vyobrazení.
V Řezně zřídil Museum Schaefferianum, veřejně přístupnou přírodovědnou sbírku čili kabinet. Zabýval se také pokusy s elektřinou, vynalezl a popsal mechanickou pračku a pilu a dlouho se zabýval možnostmi výroby papíru z nejrůznějších rostlinných materiálů.